# 크라다이어족
크라다이어족(영어: Kra-Dai languages) 또는 타이카다이어족(영어: Tai-Kadai languages)은 동남아시아와 중국 남부에서 사용되는 여러 언어들의 어족이다. 대부분 성조를 음운적 특징으로 가진다. 크라다이어족을 중국 티베트어족의 중국어파, 티베트 버마어파 및 미얀마야오어 (미얀마야오어족 Miao-Yao))와 함께 중국 티베트제어라고 부른다.
태국의 공용어인 태국어와 라오스의 공용어인 라오어가 속한다. 크라다이어족 언어 화자는 약 9천 3백만 명이며 그 중 60%는 태국어 화자이다. 글로톨로그에 따르면 크라다이어족에는 94개의 언어가 속하고 그 중 60개는 따이어파에 속한다.
중국 남부에서 크라다이어족의 다양성이 크게 나타나는 것으로 볼 때 크라다이어족은 중국 남부에서 기원했을 가능성이 높다. 실제로 태국 내의 크라다이어족 집단들은 언어적, 유전적으로 서로 매우 동질적이라는 연구 결과가 있다.

## 명칭
본래 폴 K. 베네딕트 (1942)에 의해 처음 제시된 타이-카다이어족(Tai-Kadai)이라는 명칭이 많이 쓰였다. 베네딕트 (1942)는 크라어파의 3개 언어와 흘라이어파를 묶어 "카다이어파"(Kadai)로 이름 붙였는데 이는 거라오어에서 사람을 뜻하는 "ka"와 흘라이의 자기 명칭 중 하나인 "dai"를 합친 것이다. 그의 이 분류는 크라 언어와 흘라이 언어가 오스트로네시아어족 계통의 수사들을 가지고 있다는 관찰에 기반한 것이다.
Weera Ostapirat (2000)는 종래 분류의 문제점을 지적하고 크라어파와 타이어파의 자기 명칭인 Kra와 Tai를 합하여 "크라-타이"(Kra-Tai)라는 이름을 제시하였다. 이 명칭은 이후 다수의 해당 분야 학자들에 의해 채택되었다.
로저 블렌치 (2008)는 따이어족(Daic)이라는 명칭을 사용하였다.

## 분류
크라다이어족은 대략적으로 5개의 언어군으로 묶을 수 있다.(Ostapirat 2005)
- 타이어파(Tai, 중국어: 壯傣 좡다이어[*]): 태국어, 라오어를 비롯하여 동남아시아에서 사용되는 남서타이어군과 중국 남부에서 사용되는 북·중부 타이어군으로 나뉨
- 크라어파(Kra, 중국어: 仡央): 중국 남부와 베트남 북부에 분포. 카다이어파(Kadai)라고도 불림
- 캄-수이어파(Kam-Sui, 중국어: 侗水 둥-수이어[*]): 구이저우와 광시에서 사용됨. 둥족과 수이족의 언어에서 이름이 비롯
- 베어(Be, 중국어: 临高 린가오어[*]: 하이난섬 북부 해안
- 라이어파(Hlai, 중국어: 黎 리어[*]): 하이난섬 중·남부

한편 다음과 같은 언어는 다른 언어와의 접촉에 의해 명확한 분류가 어려우며, 별개의 분파를 이룰 수도 있다.
- 락갸어(Lakkia 중국어: 拉珈 라자어[*])와 뱌오어(Biao, 중국어: 标)
- 자마오어(Jiamao, 加茂)
- 지자오어(Jizhao, 吉兆)

## 같이 보기
- 오스트로어족

## 참고 문헌
- Edmondson, J.A. and D.B. Solnit eds. 1997. Comparative Kadai: the Tai branch. Dallas: Summer Institute of Linguistics and the University of Texas at Arlington. ISBN 0-88312-066-6
- Blench, Roger. 2004. Stratification in the peopling of China: how far does the linguistic evidence match genetics and archaeology? Paper for the Symposium "Human migrations in continental East Asia and Taiwan: genetic, linguistic and archaeological evidence". Geneva June 10–13, 2004. Université de Genève.

## 추가 문헌
- Chamberlain, James R. (2016). Kra-Dai and the Proto-History of South China and Vietnam. Journal of the Siam Society, 104, 27-76.
- Diller, A., J. Edmondson, & Yongxian Luo, ed., (2005). The Tai–Kadai languages. London [etc.]: Routledge. ISBN 0-7007-1457-X
- Edmondson, J. A. (1986). Kam tone splits and the variation of breathiness.
- Edmondson, J. A., & Solnit, D. B. (eds.) (1988). Comparative Kadai: linguistic studies beyond Tai. Summer Institute of Linguistics publications in linguistics, no. 86. Arlington, TX: Summer Institute of Linguistics. ISBN 0-88312-066-6
- Mann, Noel, Wendy Smith and Eva Ujlakyova. 2009. Linguistic clusters of Mainland Southeast Asia: an overview of the language families. 보관됨 2019-03-24 - 웨이백 머신 Chiang Mai: Payap University.
- Ostapirat, Weera. (2000). "Proto-Kra." Linguistics of the Tibeto-Burman Area 23 (1): 1-251.
- Somsonge Burusphat, & Sinnott, M. (1998). Kam–Tai oral literatures: collaborative research project between. Salaya Nakhon Pathom, Thailand: Institute of Language and Culture for Rural Development, Mahidol University. ISBN 974-661-450-9